# Вірний робот
«Вірний робот» — телевізійна п'єса Станіслава Лема в чотирьох картинах.

## Сюжет
Том Клемпнер письменник, несподівано отримує поштою коробку з слухняним роботом Граумером. Відправник — бюро по найму роботів — стверджує, що ніхто нічого Клемпнеру не посилав. Той бачучи, що робот безкоштовний до того ж новітньої моделі, бере його до себе. Граумер працює чудово, навіть дає поради з приводу сюжетів детективних творів Клемпнера. Спочатку все йде нормально. Але потім починають пропадати речі — наприклад, одяг Клемпнера — а письменнику приходять довгі рахунки за покупки, про які він знати нічого не знає.
На вечері в будинку Клемпнера, коли самого господаря терміново викликають до телефону, йде дискусія про роботів. Інспектор поліції Доннел розповідає про небезпечного втікшого з заводу робота, який хоче створити ідеальну людину, не шкодуючи коштів, і для цього обманює і обкрадає своїх численних господарів. Він повідомляє, що спосіб дії цього маніяка слідчі вирахували — це відправка себе самого поштою від імені фіктивного відправника.
Після тої вечері речі Клемпнера продовжують зникати, і відносини Клемпнера і робота погіршуються. Нарешті, Граумер підливає господареві в склянку аконіт, але в цей момент дзвонить Доннел і просить Клемпнера перевірити серійний номер Граумера: обчислений номер робота-маніяка. Письменник бачить, що його робот і є той самий маніяк, але називає інші цифри. Тому Граумер виливає отруту і обережно знайомить Клемпнера з створеним ним в той же день дивним типом — ідеальної людини.
Клемпнер побачив на типі свій одяг, намагається змусити того заплатити за ці речі, а також за зміст Граумера. Тип відмовляється. Починається бійка, в ході якої Клемпнер і тип кричать один одному «Забирай свою залізну потвору і забирайся!» Ображений Граумер знову підливає в їх віскі аконіт, а сам дзвонить у фірму перевезень і замовляє собі коробку, щоб знову вирушити куди-небудь поштою.

## Персонажі
- «'Граумер»' — розумний і дуже образливий робот новітньої моделі, охоплений ідеєю створити ідеальну людину (що йому врешті-решт вдається). Був дуже старанним, працюючи у Клемпнера, але одночасно крав для свого творіння одяг господаря і від імені Клемпнера замовляв сировину для виготовлення людини.
- «'Том Клемпнер»' — досить нервовий письменник, створює за словами Граумера, прекрасні детективні твори. Вимагав від Граумера беззастережного послуху і забороняв йому займатися його дослідами.
- «'Інспектор Джон Доннел»' — інспектор поліції, що займався зокрема розслідуванням справи Граумера.
- «'Пані Доннел»' — його дружина. Дуже боїться роботів, вважає їх злодіями.
- «'Річард Гордон»' — видавець Клемпнера. Член «Ліги Боротьби за Електричну Рівноправність»: лютий захисник роботів, вважає їх практично такими самими живими, як і людей.
- «'Пані Гордон»' — його дружина. Як і пані Доннел, неприязно відноситься до роботів, але вдома тримає одного (для нагляду за дітьми).
- «'Дивний тип»' — безіменний чоловік, створений Граумером. Спочатку боязкий і незграбний, він набрався сміливості і розлютився, лаючись з Клемпнером.
- «'Посильні»'.

## Постановка
У 1965 році в редакції літературно-драматичного мовлення Всесоюзного радіо записана радіоп'єса-жарт «Вірний робот». Автор музики Еміль Олахою, режисер Тетяна Заборовська.
Радіопостановка увійшла в «Золотий фонд радіотеатра» Гостелерадіофонд і неодноразово транслювалася по радіо і видавалася на компакт-дисках.
«'Дійові особи та виконавці»'
- «Провідна» — Віра Васильєва
- «Граумер» — Микола Плотніков
- «Клемпнер» — Георгій Менглет
- «Інспектор Доннел» — Анатолій Папанов
- «Пані Доннел» — Валентина Токарська
- «Річард Гордон» — Олексій Покровський
- «Пані Гордон» — Ніна Архипова
- «Дивний тип» — Георгій Віцин

## Екранізації
- «Вірний робот» (СРСР, 1965, телеспектакль). Режисер Іван Рассомахін.
- «Věrný robot» (Чехословаччина, 1967, телеспектакль). Режисер Ян Матеховськи (Jan Matějovský).
- «Der Getreue Roboter» (НДР, 1977, телеспектакль). Режисер Йенс-Петер Пролль (Jens-Peter Proll).